# Stephen M. White
Stephen Mallory White, född 19 januari 1853 i San Francisco, Kalifornien, död 21 februari 1901 i Los Angeles, Kalifornien, var en amerikansk demokratisk politiker. Han representerade delstaten Kalifornien i USA:s senat 1893-1899.
White utexaminerades 1871 från Santa Clara College. Han studerade sedan juridik och inledde 1874 sin karriär som advokat i Los Angeles. Han var distriktsåklagare i Los Angeles County 1883-1884. Han var ledamot av delstatens senat 1887-1891. Under sin tid i delstatens senat tjänstgjorde White även som tillförordnad viceguvernör i Kalifornien.
White efterträdde 1893 Charles N. Felton som senator för Kalifornien. Han kandiderade inte till omval efter en mandatperiod i senaten. Whites mandatperiod löpte ut i mars 1899 och efterträdaren Thomas R. Bard tillträdde som senator i februari 1900.
Whites grav finns på Calvary Cemetery i Los Angeles.